# Rock It!
Rock It! ist ein deutscher Jugendfilm von Mike Marzuk aus dem Jahre 2010.

## Handlung
Die 15-jährige Julia, die aus St. Tönis bei Viersen kommt, ist die Tochter eines Klavierlehrers und Dirigenten und einer klassischen Pianistin. Da ihre Eltern möchten, dass Julia das renommierte private Musikinternat „Amadeus“ besucht, nimmt sie an einem sechswöchigen Vorbereitungskurs für die Aufnahmeprüfung teil. Im Internat arbeitet der 15-jährige Nick als Elektriker. Dieser ist Leadsänger und Gitarrist der Band „Rock it“. Julia hört sich eine Bandprobe an und verliebt sich in Nick. Dabei bemerkt sie, dass sie Rockmusik viel besser als Klassik findet, die sie ihrer Eltern wegen spielt. Bald verlässt Keyboarder Marc „Rock it“ und Julia erkennt ihre Chance. Ihre Freundin Francesca hilft Julia, sich zu verkleiden und den freien Platz mit neuem Namen Toni als Keyboarderin zu bekommen. Während einer Bandprobe schreiben Toni und Nick zusammen ein Lied, das für beide von großer Bedeutung ist. Doch die hinterhältige und karrieresüchtige Betty bemerkt, dass Julia, ihre Partnerin, bei den Proben nicht bei der Sache ist, und lässt deren Tarnung auffliegen. Julia muss entscheiden, ob sie als professionelle Pianistin Karriere machen oder ihren Traum erfüllen will. Nick hat sie verlassen, als er erfahren hat, dass sie auf das Amadeus geht. Beim großen Vorspiel hat Francesca Schluckauf und kann zuerst nicht auftreten. Durch Julias Hilfe schafft sie es doch und alle sind begeistert. Julia erfährt, dass Betty sie hat auffliegen lassen und dass sie an allem schuld ist. Als sie mit Betty auf der Bühne spielen soll, hörte sie nach wenigen Takten auf und singt dann das Lied, das sie mit Nick geschrieben hatte, und er kommt auf die Bühne und singt es mit ihr zusammen. Die Jury findet das Lied sehr schön und am Ende küssen sich Nick und Julia. Nun beginnt eine neue Karriere für Rock-it auf dem Amadeus.

## Hintergrund
Die Dreharbeiten fanden im August und September 2009 in Passau und Umgebung statt. Als Kulisse für das Musikinternat Amadeus diente das Auersperg-Gymnasium Passau Freudenhain. Der Choreograph Selatin Kara entwickelte die Tänze und Formationen speziell für den Film und studierte sie mit den Schauspielern ein. Die Produktionskosten des Films betrugen 3,6 Millionen Euro.

## Soundtracks
- Wir lieben die Musik – Rock It! Cast
- Du wirst ein Rock It sein – Maria Ehrich & Emilia Schüle
- Flieg mit mir – Rock It!
- Ich will hier raus – Emilia Schüle
- Die Welt wird uns gehören – Vivien Wulf & Emilia Schüle
- Das wird genial – Rock It! Cast
- Let’s Rock It – Rock It!
- Du fehlst mir so – Emilia Schüle
- Wie die Welt leuchtet  – Emilia Schüle & Daniel Axt
- Nur du und ich (im Abspann) – Rock It!
- Feel So High (Hochzeitstanz) – Franxon Meyer

## Kritiken
Der Film erhielt gemischte Kritiken. So schreibt Harald Mühlbeyer von Cinefacts.de: „Der Film ist tatsächlich nur für diejenigen auf einer straighten Ebene genießbar, für die Mick Jagger und Take That tatsächlich die einzigen Veteranen vergangener Popkultur sind, die sie kennen. Die anderen müssen diesen Film nicht sehen, und wenn sie doch müssen – keine Ahnung: als Begleiter Halbwüchsiger vielleicht – kann man ihnen nur einen Filmgenuss auf Metaebene wünschen.“
Cinema.de betrachtet den Film hingegen eher positiv: „Die seichte Internatskomödie erinnert in manchen Momenten an den unbeholfenen Charme der Paukerfilme aus den frühen 70ern. Doch allen Klischees zum Trotz: ‚Rock It!‘ macht Spaß – was vor allem am unbeschwerten Spiel der jungen Darsteller liegt.“
Auch Kino.de teilt diese Meinung: „Ein deutsches Musical steht und fällt mit seinen deutschen Songtexten. Wenn die peinlich und gestelzt daherkommen, hat man schon verloren. Doch die Lieder in ‚Rock It‘ sind frisch, authentisch, zeitgemäß […] Bleibt nur noch zu erwähnen, dass Emilia Schüle (‚Freche Mädchen‘) und Daniel Axt (‚Die Brücke‘) als Liebespaar perfekt harmonieren.“